# Costa d'Or Anglesa
La Costa d'Or Anglesa fou un territori anglès a la moderna Ghana format per diverses factories i forts, antecedent de la colònia de la Costa d'Or.

## Història

### Companyia de Mercaders Comerciant a Guinea
Els anglesos van arribar a la costa d'Or el 1631 amb una patent concedida a la Companyia de Mercaders Comerciant a Guinea dirigida per Nicholas Crispi. Els portuguesos estaven ben situats a Elmina, mentre que tant l'oest i l'est de la mateixa hi havia els holandesos en un tram de costa des Kommendah a Accra derivats de contractes que s'havien subscrit amb els governants dels regnes costaners. Pel que sembla, els holandesos van tenir dificultats per fer un tractat amb el rei d'Agona i això va ser la raó per Nicholas Crispi, que va acompanyar la primera expedició a la pròpia Costa d'Or, va triar el lloc de Wiampa (més tard Winneba) a Agona, com a punt inicial de contacte. A partir de 1632 els anglesos va desembarcar i va prendre el primer contacte amb el rei d'Agona. El rei estava ben disposat amb els britànics i els va permetre per tractat establir una factoria, i van començar immediatament l'edificació. No obstant això a partir Winneba no es podia obtenir molt d'or i molt aviat va quedar clar que un bon punt de suport a la Costa d'Or només seria possible en desafiament als holandesos i això al preu de la victòria o la pèrdua, atacant el seu propi centre de poder. Això va succeir, de fet, l'agost de 1632, tot i les protestes massives dels holandesos a un rei de nom Ambro, un dels caps més importants Fanti per haver signar un contracte amb els anglesos, la cosa va tirar endavant. Ambro va acceptar la llei comercial anglesa al país Fanti i va permetre als anglesos establir factories a Kormantin (avui Saltpond), Adja i Anomabo i en totes les costes que estaven sota la jurisdicció de la nació Fanti o Fante. Els anglesos van començar llavors amb la construcció d'una factoria a Kormantin que van convertir en la seva seu, i una altra en Ekki-Tekki (més tard Kommendah), si bé aquesta última fou abandonada al següent any 1633.
El 1638 vam començar a construir un petit Fort a Kormantin (Cormantine, Cormantin, Courmantyne i altres variacions del nom) per protegir la factoria local contra els holandesos. No obstant això, l'activitat de la construcció va anar molt lentament i fins després de vuit anys (1646) no es van completar. La companyia va concertar una vegada més, tot i la irada protesta dels holandesos, contractes amb els governants nadius i va establir factories angleses a Egya, Anomabo, Anashan i Takoradi (Taccarada) amb el desplaçament dels holandesos. En el mateix any els anglesos van començar amb l'establiment d'un factoria a Takoradi o Taccarada. El comerç holandès disminuïa i l'anglès augmentava.
En el curs del conflicte cada vegada més agreujat entre holandesos i anglesos, va esclatar la Guerra Civil Anglesa el 1642, i Sir Nicholas Crispi va ser arrestat el febrer de 1641 a causa d'un comportament realista i també com un monopolista del Parlament anglès. Nicholas Crispi va haver de fugir de Londres i va estar al costat del rei Carles I. A casa seva es va trobar or sense encunyar per valor de 5000 £ que va ser confiscat. Encara que durant aquesta època de la Guerra Civil totes les activitats marítimes anglès van ser estrictament controlats pel Parlament, l'activitat de la Companyia va continuar. En 1643, el Parlament de Londres va decidir suprimir els subministraments d'or per al rei i els seus seguidors. El resultat va ser que l'empresa es trobava en una greu crisi agreujada encara per la pèrdua de dues naus i l'expansió dels rivals holandesos. Especialment els holandesos estaven en tot moment preparats per dur a terme accions per tal d'afeblir o impedir completament el comerç de l'or britànic. L'any 1644 segons s'evidencia en els informes de desembre de 1644 fets per funcionaris de la Companyia Holandesa de les Índies Occidentals a la Costa d'Or, dirigits al govern holandès, els anglesos ja havien sortit quasi totalment de la Costa d'Or. La petita factoria a Takoradi fou abandonada i els governants locals indígenes de Kormantin van convidar als holandesos a construir un edifici allí, cosa que fou acceptada i es va fer immediatament.
Inicialment la companyia va tractar de reviure el comerç d'Àfrica Occidental amb la fusta. Els holandesos a la Costa d'Or, al desembre de 1645 van informar al seu govern que els anglesos es trobaven altre cop a Kormantin i havien reparat el fort amb ferma determinació. A més van dur a terme durant el període 1645-1650 diversos intents de construir o reviure noves factories a la zona, sobretot a Takoradi, Egya, Accra, Cape Corse, i Winnebah, però cap d'aquestes accions va tenir gaire èxit a causa de la falta de cooperació de les autoritats indígenes locals. Es va informar el 1650 que la companyia tenia 16 factories a la Costa d'Or, però això era una exageració, perquè la majoria de les factories s'havien començat a construir sense el consentiment del governant local i a l'inici de la seva fase de construcció foren destruïdes pels vilatans. Tot i els millors esforços dels angleses, no van aconseguir un comerç rendible a la Costa d'Or.

#### Conflicte amb la Costa d'Or Sueca
El 1647 els anglesos havien començat a construir una factoria a Cape Corse, però exactament davant d'una factoria holandesa ja existent. A finals del 1647 els anglesos es van entendre amb els locals i van obligar els holandesos a abandonar el lloc a començaments de 1648. Però llavors el Comissionat suec Neumann va signar un acord amb el rei Bredewa de Fetu a Degou (Cape Coast d'avui) el 1648 i els suecs van rebre del rei de Fetu una invitació per construir una factoria permanent i es va signar el corresponent acord. A Suècia es va fundar immediatament una empresa monopolista per al comerç d'Àfrica i la reina Cristina de Suècia va poder equipar immediatament una expedició que va navegar fins a la Costa d'Or, per posar en pràctica el projecte d'una factoria sueca a l'Àfrica Occidental. L'expedició sueca, que estava sota la direcció del suec d'origen finlandès Heinrich Carloff, va arribar el 1650 a Cap Corso, moment en què també es trobava a Cape Corse, Thomas Crispi (cosí de Nicholas Crispi) ocupant el càrrec de "Factor en Cap" d'una nova companyia privada formada per ell, i centrant la seva activitat en un punt de suport anglès a Cape Corse o Cabo Corso. Thomas Crispi estava informat de l'expedició de Carloff i de la seva arribada imminent i estava disposat a evitar l'establiment de l'empresa sueca per tots els mitjans. Va enviar al seu home de confiança, Joan Sivella a Fetu, on va ser rebut per Henrico, cosí, hereu i principal agent del rei de Fetu. Contra els regals i els pagaments, el que va representar l'equivalent de 64 lliures, es va obtenir un tros considerable de terra assignada a Cape Corse per construir un factoria anglesa. Aquest tros de terra dels anglesos s'incloïa (segons reclamaven) el lloc on els suecs volien edificar el que seria el Fort Carolusburg. La mateixa afirmació es va fer més tard pel lloc on el Fort Frederiksborg va ser construït, així com en el tram de costa entre els dos forts. Tot i que la legalitat de les reclamacions angleses pot ser posada en gran manera en dubte, Thomas Crispi comptant amb la col·laboració de funcionaris del regne de Fetu, va fer córrer per tot arreu que s'havien assignat als anglesos la propietat de tots els territoris en qüestió.
Quatre dies més tard el rei de Fetu es va trobar amb Carloff i després de nombrosos regals al rei, se li va permetre de començar, de conformitat amb l'acord de 1648, la construcció d'una factoria. Els anglesos van protestar enèrgicament, però no va servir de res. Però també se'ls va permetre construir un factoria a la vora de la sueca. Va començar una carrera però els suecs van acabar els primers, però per contra els anglesos tenien una franja de terra amb la millor ubicació.
El 28 maig 1650 es va produir una convenció memorable. Tant els suecs com els anglesos van signar un tractat amb el rei de Fetu, que significa que els suecs tenien plens drets comercials i els anglesos no podien romandre més de sis mesos en el lloc sense el permís de Suècia. No obstant això, les irades protestes dels anglesos van permetre estendre el dret a romandre al lloc fins a setembre de 1652.

#### Conflicte amb Holanda
El 1650 el Parlament britànic va aprovar la famosa Llei de Navegació, que va ser modificada de nou el 9 d'octubre de 1651. En resposta va esclatar la primera Guerra Angloneerlandesa. Encara que anglesos i holandesos van estar enfrontats directament a la Costa d'Or, a Europa la situació era tranquil·la gràcies a un acord memorable que va ser pres el 6 de gener de 1653 entre el governant anglès, George Middleton, i el director general holandès, Jacob Ruijghaver. En aquest acord es va prometre de banda i banda, que cap dels dos atacaria a l'altre llevat que això fos una instrucció explícita del seu govern. En cas d'una ordre d'atac, cada costat disposaria d'un termini de deu dies per preparar-se pel combat. En el cas de l'absència de directives d'Europa deixava en mans de les dues parts el permetre el lliure comerç a la costa de Guinea.
Els governants locals nadius a la Costa d'Or van tractar de prendre avantatge de la situació de guerra a Europa; era relativament fàcil i barat adquirir armes de foc europees en la seguretat que arribarien els combats, amb nadius aliats a un o altre dels bàndols. Així va ser l'octubre 1652 per una gran reunió conjunta de tots els reis i caps d' "Accania" o Accània (País Akan), a la qual van assistir també els enviats dels holandesos i els seus aliats. Es diu que el rei de Fetu havia aparegut en la reunió amb al voltant de 300 a 400 homes, tots els quals estaven equipats amb mosquets europeus. També alguns comerciants "Akany" de l'interior del país van comprar a principis de 1653 als holandesos d'Elmina grans quantitats de pólvora en preparació per a la guerra amb els fantis que eren considerats aliats dels anglesos. Alhora també "comerciants Akany" es van presentar a les ciutats costaneres com Annamaboe, Adja i Kormantin a Etsi per demanar suport personal en la guerra contra els fanti, així com per comprar mosquets i pólvora. Etsi havia rebut prèviament armes de foc europees amb tota probabilitat dels britànics.
El setembre del 1652 va arribar a l'escalada, els locals van ocupar als anglesos la seva factoria, van expulsar els criats anglesos i va lliurar les instal·lacions a Suècia, que les va destruir a continuació i en el mateix lloc va començar a construir un fort (més tard conegut com a Fort Carolusburg). No obstant això, el rei es va apiadar dels anglesos i els va permetre continuar en un altre lloc amb una petita factoria i els va concedir al costat un dret comercial durant almenys els següents 35 anys. Aquesta autorització també va ser més tard el principal argument per justificar la presència britànica local a Cape Corse i defensar la tinença anglesa.

### Companyia de Mercaders de Londres
En 1651 el "Comitè de Comerç" del Parlament Anglès va estimar que el comerç a la Guinea estava en un estat catastròfic. A causa de l'alt cost de la construcció i el manteniment de les seves factories a la Costa d'Or, la Companyia havia tingut fins ara més de 100.000 £ de pèrdues i a més la competència dels holandesos feia un gran mal a l'empresa igual que el comerç anglès irregular (escindit de la companyia), en el que el més destacat era un cert Samuel Vasallo. Després d'una consulta adequada amb les parts, el "Comitè de Comerç" va emetre el 1651 el seu informe. Es van recomanar en conclusió que, tot i les moltes dificultats en el comerç d'Àfrica, el monopoli real havia de ser mantingut. Llavors es va confirmar el monopoli de la Companyia durant altres 14 anys, però, això sota un nou nom: "Company of London Merchants" (Companyia de Mercaders de Londres).
La primera Guerra Anglo-Holandesa va acabar amb la Pau de Westminster el 15 d'abril de 1654. la Declaració de Realistes de Londres en suport al general George Monck el 24 d'abril de 1660 va ser el preludi de la restauració de la monarquia. Una delegació parlamentària va viatjar a Breda a l'abril de 1660 per trobar a l'antic príncep Carles i convidar-lo a tornar a Anglaterra sota la garantia d'una restauració de la monarquia. Carles fou proclamat rei com a Carles II d'Anglaterra.

### Companyia Reial d'Aventurers a l'Àfrica
Carles II va decretar el 18 de desembre de 1660 que la patent monopolista de 1631 en arribar a la seva expiració (1664) no havia de ser renovada i al mateix temps va concedir una nova patent de monopoli a una empresa recentment fundada, la Companyia Reial d'Aventurers a l'Àfrica, fundada a instàncies del seu germà James o Jaume duc de York i alguns dels seus amics per tal d'explotar el comerç d'or d'Àfrica occidental. Mentre a la Costa d'Or, l'expulsió dels holandesos de Carolusburg a finals 1659 o principis de 1660, va tenir resposta en un bloqueig naval holandès de tota la Costa d'Or entre Kommendah i Kormantin, establert amb efectes molt impactants per a disgust dels britànics. Diversos dels seus vaixells van ser segrestats pels holandesos o expulsats de la costa. En el període 1661-1662 van ser capturats davant de la Costa d'Or pels holandesos sis vaixells anglesos. Això va portar als directius de l'empresa recentment fundada (Companyia Reial d'Aventurers a l'Àfrica) davant el rei per buscar ajuda i protecció per al seu comerç, i a continuació, una esquadra sota el comandament de l'almirall Robert Holmes amb les instruccions corresponents fou enviada a la costa de Guinea (1661-1662). Va atacar diverses possessions holandeses però el seu fet més notable fou l'ocupació total de la Gàmbia Curlandesa (amb Fort Jakob) al riu Gàmbia (1661), embrió del que serà la Gàmbia Britànica.
No obstant això, la nova patent concedida a la Companyia Reial d'Aventurers a l'Àfrica tenia un efecte legal molt limitat, ja que la vella patent encara no havia expirat. Per evitar conflictes greus, com tard o d'hora havien de sorgir a partir de l'anomalia de dos concessionàries operant en els mateixos monopolis i àrea de concessió, es van posar d'acord sobre el compromís que l'empresa recentment fundada inicialment limitaria les seves activitats a la regió de l'estuari del riu Gàmbia ara dominat pels anglesos després d'expulsar els curlandesos. Fins a l'any 1662 en què es van dur a terme negociacions entre la Companyia Reial d'Aventurers a l'Àfrica i l'East Índia Company (que el 1657 havia comprat els drets de la Companyia de Mercaders de Londres); el resultat de les negociacions va ser que l'East Índia Company va cedir tots els seus drets sobre el comerç d'Àfrica Occidental el 25 de març de 1663.
Els atacs de l'almirall holandès Engel de Ruyter el 1664-1665 no van afectar les factories de Cape Corse i Chama, però si que va conquerir els forts de Cormantin (Cormantine, 29 de gener de 1665) i Taccarada i com que Holanda no els va voler retornar (1665) va esclatar formalment la guerra que va continuar fins al tractat de Breda de 1667 quan un article del tractat reconeixia als holandesos Kormantin (Cormantine) i Taccarada, mentre deixava als anglesos Cape Corse, que fou reanomenada Cape Coast. Kormantin fou reanomenada Fort Amsterdam.

### Companyia Reial Africana
La companyia va fer fallida el 1667 encara durant la guerra amb els Països Baixos; la companyia havia gairebé tots els seus forts a la costa excepte el de Cape Corse. Després d'això i durant uns anys la companyia va mantenir un comerç marginal i inconnex, inclosa la concessió de llicències als comerciants privats d'un sol viatge, però el major esforç fou la creació el 1668 d'una nova companyia separada, anomenada Aventurers de Gàmbia (coneguda també com a Companyia de Mercaders de Gàmbia o The Gambian Merchants' Company), a la que es va concedir una llicència de deu anys pel comerç africà al nord del golf de Benín amb efecte d'1 de gener de 1669. La Companyia Reial d'Aventurers a l'Àfrica va acabar les seves activitats el 27 de setembre de 1672 i va re-emergir reestructurada i amb una nova carta reial, amb el nom de Companyia Reial Africana. La seva nova carta era més amplia que l'anterior i incloïa el dret d'instal·lar forts i factories, mantenir tropes i exercitar la llei marcial a l'Àfrica de l'Oest, en persecució de comerciants d'or, plata i esclaus. Al final de 1678, la llicència a la companyia dels Aventurers de Gàmbia va expirar i el seu comerç a Gàmbia va ser fusionat a la Companyia Reial Africana si bé aquesta transferència no s'hauria fet totalment efectiva fins al 1684. La companyia retindra els drets legals sobre tota la costa africana occidental fins a la seva dissolució el 12 d'abril de 1752, però els seus drets foren de fet transferits a la Companyia Africana de Mercaders (African Company of Merchants) fundada el 19 de juny de 1752.

### Companyia Africana de Mercaders
A començaments del 1782, el capità Thomas Shirley del vaixell Leander va capturar les fortaleses holandeses de Fort Nassau (Mouri), Kormantin (Courmantyne), Fort Lijdzaamheid o Fort Patience (Apam), Fort Goede Hoop (Senya Beraku) i Fort Ussher o Crêvecoeur (Accra).
El 1817 la Companyia va signar un tractat d'amistat que reconeixia les reclamacions dels aixantis a la sobirania sobre extenses zones de la costa incloent àrees reclamades pels fantes. La Companyia fou abolida el 7 de maig de 1821, perquè l'esclavatge no havia estat abolit efectivament a les terres de la companyia que eren privades; llavors es va establir la colònia britànica de la Costa d'Or però el 17 d'octubre de 1821 l'autoritat sobre la zona fou transferida al governador de Sierra Leone Charles MacCarthy, que fou mort després en la Primera Guerra Anglo-Aixanti, com a territori de la Costa d'Or dintre dels Territoris Britànics de l'Àfrica Occidental.